# Leptothorax longaevus
Leptothorax longaevus är en myrart som beskrevs av Wheeler 1915. Leptothorax longaevus ingår i släktet smalmyror, och familjen myror. Inga underarter finns listade i Catalogue of Life.